# Le Couronnement
Le Couronnement est un ouvrage pour la scène en un prologue et cinq parties écrit par Étienne Rebaudengo en 1995.

## Personnages
- Garidel, le vieil auteur
- M. Muscadin, dit Musca, le trésorier
- Lohilde, jeune fille du XXe siècle
- Selve, chevalier de l'an mille
- Le Synataire, messager
- Le Président, président de la C.E.R. (commission des énergies de réflexion)
- La Greffière, Mme la Greffière de l'Histoire
- La Chèvre, de son vrai nom : Mary-Fondation
- Sberto, cantonnier

- Assemblée des siècles dans les sarcophages :
  - Le XIe siècle
  - Le XIIe siècle
  - Le XIIIe siècle
  - Le  XIVe siècle
  - Le XVe siècle
  - Le XVIe siècle
  - Le XVIIe siècle
  - Le XVIIIe siècle
  - Le XIXe siècle
  - Le XXe siècle
  - L'enfant blanc XXIe siècle